# Micke Günter
Pour les articles homonymes, voir Gunter.
Pas d'image ? Cliquez ici

a Compétitions nationales et continentales officielles uniquement.

b Matchs officiels uniquement.
Dernière mise à jour le 23 juillet 2025.
Micke Günter, née le 25 octobre 1998 à Durban (Afrique du Sud), est une joueuse internationale sud-africaine de rugby à XV évoluant au poste de talonneur.

## Biographie
Micke Günter naît le 25 octobre 1998. Elle grandit à Durban, en Afrique du Sud, et pratique de nombreux sports durant sa scolarité : football, softball, hockey sur gazon. Elle commence à jouer au rugby à XV au lycée, espérant d'abord devenir internationale en rugby à sept.
Elle devient internationale sud-africaine à XV en août 2021 contre le Kenya, et quitte le terrain blessée au bout de deux minutes. Elle est toutefois remise à temps et retenue pour la tournée des Springboks en Europe.
En 2022, elle joue pour la province des Natal Sharks de Durban. Elle a trois sélections en équipe nationale quand elle est retenue en septembre pour disputer la Coupe du monde en Nouvelle-Zélande.
En 2023, après avoir été sacrée championne d'Afrique du Sud avec les Bulls (en), elle est sélectionnée pour la première édition du WXV, organisée en Afrique du Sud.
Micke Günter est à nouveau titrée avec sa province en 2024, puis rappelée avec les Springboks pour le WXV 2024.
En 2025, alors que les Bulls remportent leur troisième titre national d'affilée, elle se blesse lors de la finale du championnat sud-africain et rate la tournée européenne des Sud-Africaines. Elle est cependant rétablie pour les test matchs estivaux face au Canada. Durant l'intersaison, elle s'engage avec le club anglais des Leicester Tigers.

## Palmarès
- Vainqueur du Championnat d'Afrique du Sud en 2023, 2024 et 2025.